# André du Laurens
André du Laurens (Tarascon, 9 de Dezembro de 1558 — Paris, 6 de Agosto de 1609) foi médico particular de Maria de Médici (1603) e de Henrique IV. Era filho de Louis du Laurens († 26 Dez 1574) e de Louise de Castellan, irmã do médico de Charles IX. Seu pai exerceu a medicina em Tarascon, onde se estabeleceu para que seus filhos pudem frequentar o colégio. André estava destinado para se tornar monge em Montmajour, porém, graças à indiscrição de sua irmã Jeanne du Lorens (1563-1635, seu desejo de ser médico foi mais forte.
André du Laurens estudou medicina em Avignon. Sucedeu a Laurent Joubert (1529-1583) na cadeira de Medicina em Montpellier, onde deu aulas sobre a gota, a varíola e a lepra. Em 1600 foi introduzido na corte, tornando-se médico de Maria de Médici e posteriormente de Henrique IV. Sua influência lhe permite que dois de seus irmãos fossem nomeados Gaspar (1567-1630), Bispo de Arles e Honoré (1554-1612), Bispo de Embrun. Seu outro irmão Jean se tornou provincial superior dos capuchinhos. Com a morte de Jean Hucher (1538-1603), du Laurens é nomeado chanceler da Universidade de Montpellier, mas ele permanece em Paris, e suas funções são atendidas pelo vice-chanceler. Em 1606, com a morte de Michel Marescot, foi nomeado médico oficial do rei.

## Obras
- Admonitio ad Simonem Petreum, medicum parisiensem clarissimum - 1593
- Triumphus verae et Galenicae demonstrationis de vasorum cordis in foetu communione, Tours, 159322 ; ou Apologia pro Galeno et impugnatio novæ ac falsæ demonstrationis de communione vasorum cordis in foetu, 1595
- Discours de la conservation de la veuë : des maladies melancoliques : des catarrhes, & de la vieillesse, 1594
- Opera anatomica - 1595
- De crisibus libri tres, 1596
- De morbis melancholicis, & eorum cura tractatus - 1599
- Historia anatomica humani corporis singularum eius partium... Historia anatomica humani corporis - Paris, 1600
- De crisibus: libri III. - 1606
- De Corporis Humani Fabrica - Helkiah Crooke, Caspar Bauhin - 1615
- Toutes les oeuvres de Me. André Du Laurens ... - 1621
- Andreae Laurentii ... Opera omnia, partim iam antea excusa, partim nondum ... - 1628
- Andreae Laurentii, regis Galliarum consiliarii, mediciq[ue] ordinarii ... Opera omnia: partim iam antea excusa, partim nondum edita, nunc simul collecta, & ab infinitis mendis repurgata - 1628
- Commentarii ad libros Galeni De differentijs febrium, De pulsibus ad tyrones ... - 1725